# Schlesisches Museum zu Görlitz

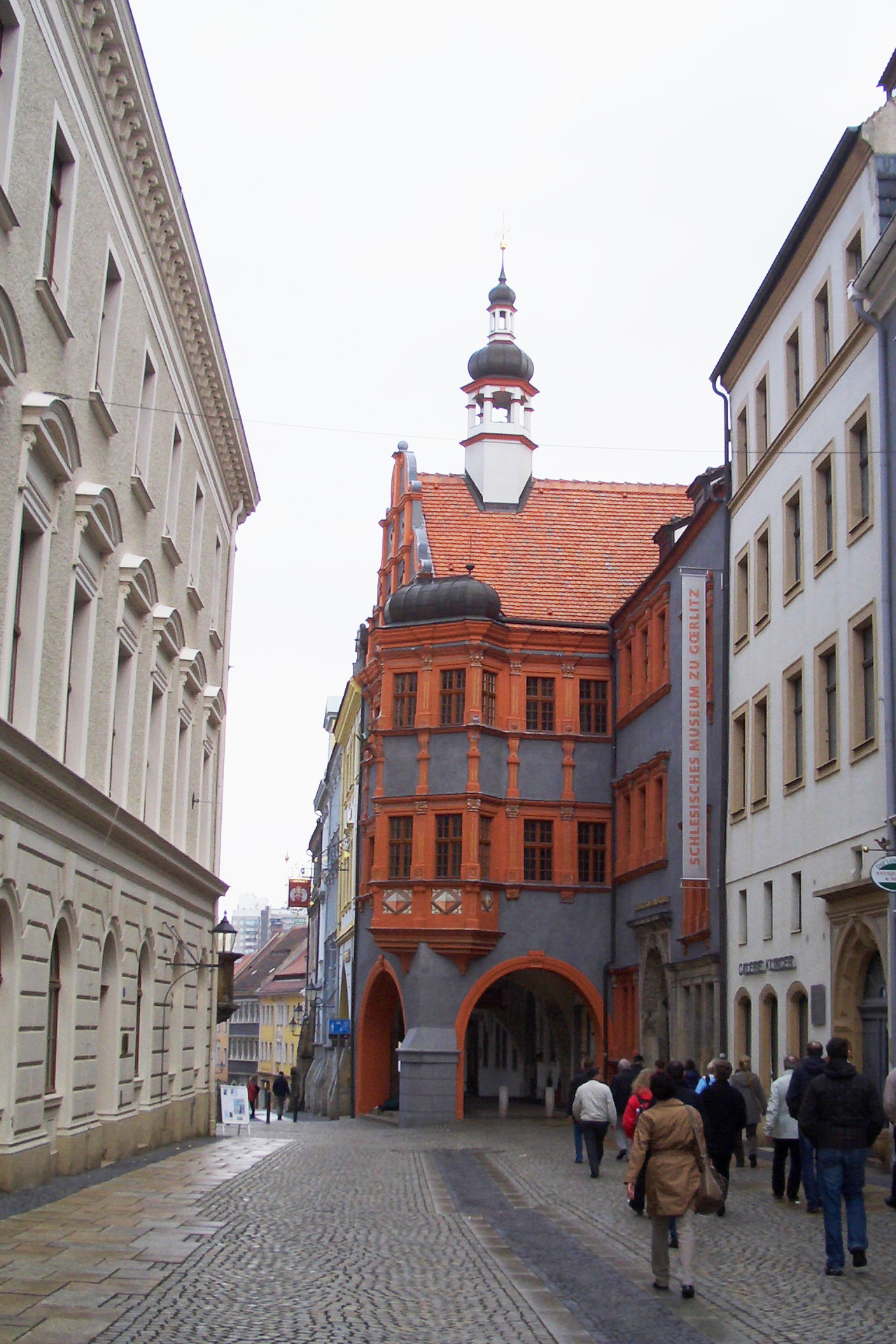
Schlesisches Museum in Görlitz (2010)

Das Schlesische Museum zu Görlitz wurde am 13. Mai 2006 in einem architektonisch neu komponierten Komplex (Entwurf von Rolf Zimmermann) eröffnet, der vier historische Gebäude zusammenfasst: den Schönhof, das Mittelhaus, das Gebäude am Fischmarkt, die beide aus dem Jahr 1832 stammen, sowie das Hallenhaus am Untermarkt 4.
Damit funktionell auch alles „unter einem Dach“ stattfinden kann, erhielt der nördliche Innenhof zwischen Schönhof und Mittelhaus ein Glasdach, der kleinere Hof nach Süden verbindet das Mittelhaus und den Fischmarkt mit einem gläsernen Übergang. Der ganze Museumskomplex ist behindertengerecht.
Mit der Überdachung des Nordhofes erhielt die am Schönhof in Teilen erhaltene originale Sgraffitofassade der Hoffront von 1526 einen besonderen Schutz.

## Konzept
Das Mittelhaus war früher ein Brauhaus und das Gebäude am Fischmarkt beherbergte die Schankräume. Dieses Haus wurde zu einem Veranstaltungsort des Schlesischen Museums mit einer Multimediapräsentation über die Geschichte Schlesiens ausgebaut.
Wegen der besonderen Gestaltung des gesamten Ensembles und der besonders wertvollen Decken-, Wand- und Balkenbemalungen aus der Renaissancezeit ist zu dem angepassten Äußeren ein Ausstellungskonzept entwickelt worden. Es darf, außer dem Feuerlöscher, nichts an den Wänden hängen. Die Vitrinen für die Exponate liefern auch das entsprechende Licht.

"Bemalte
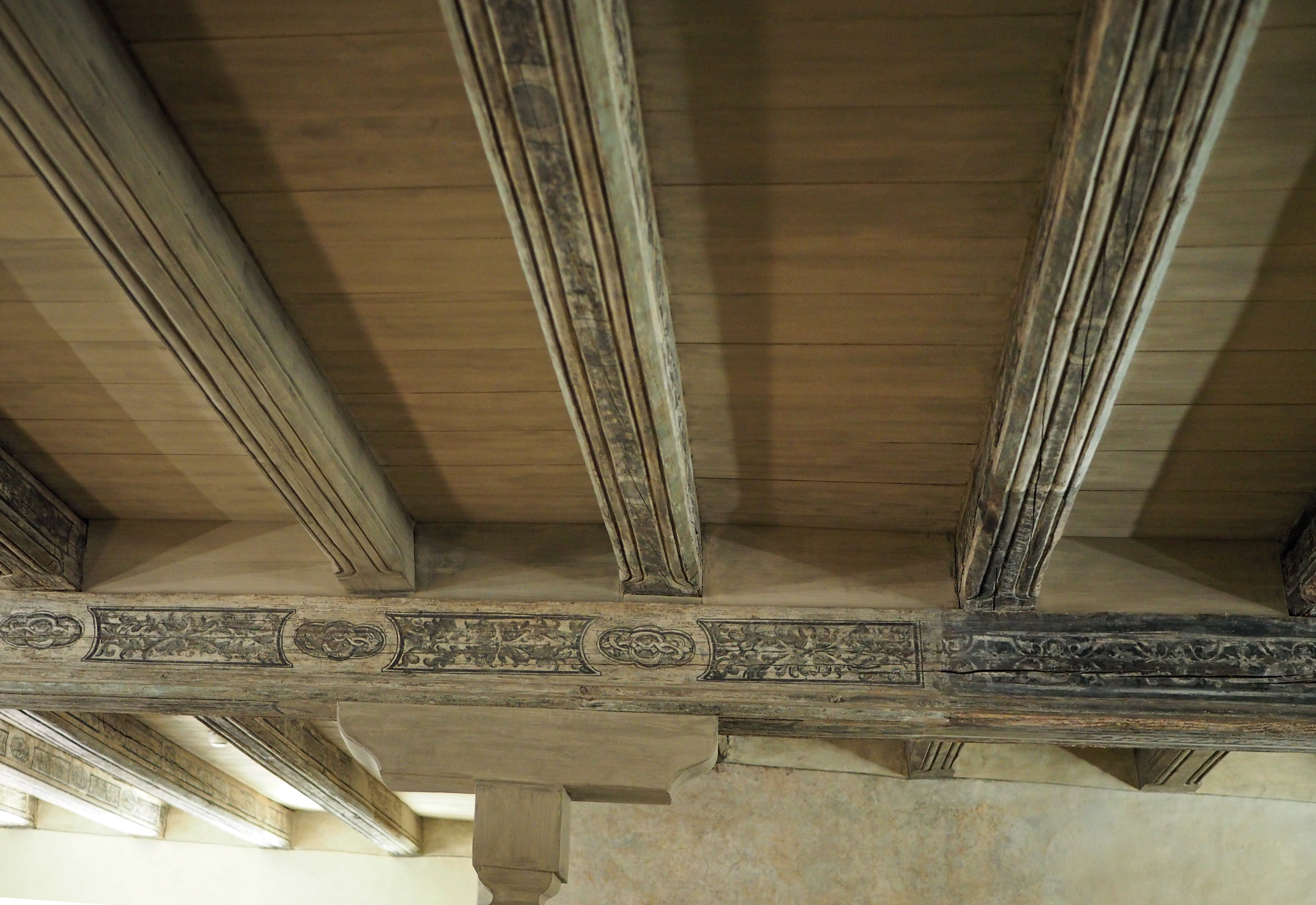
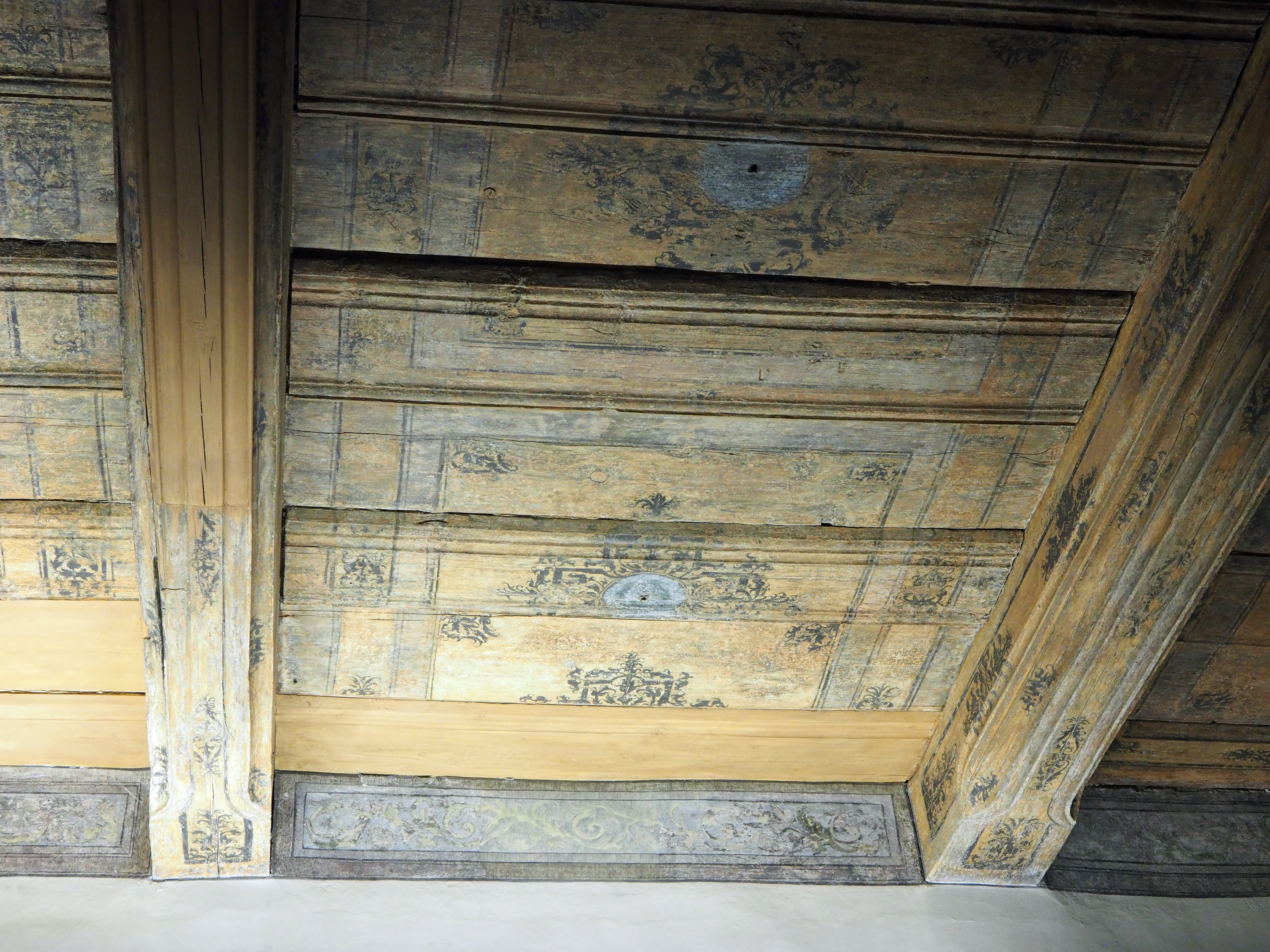
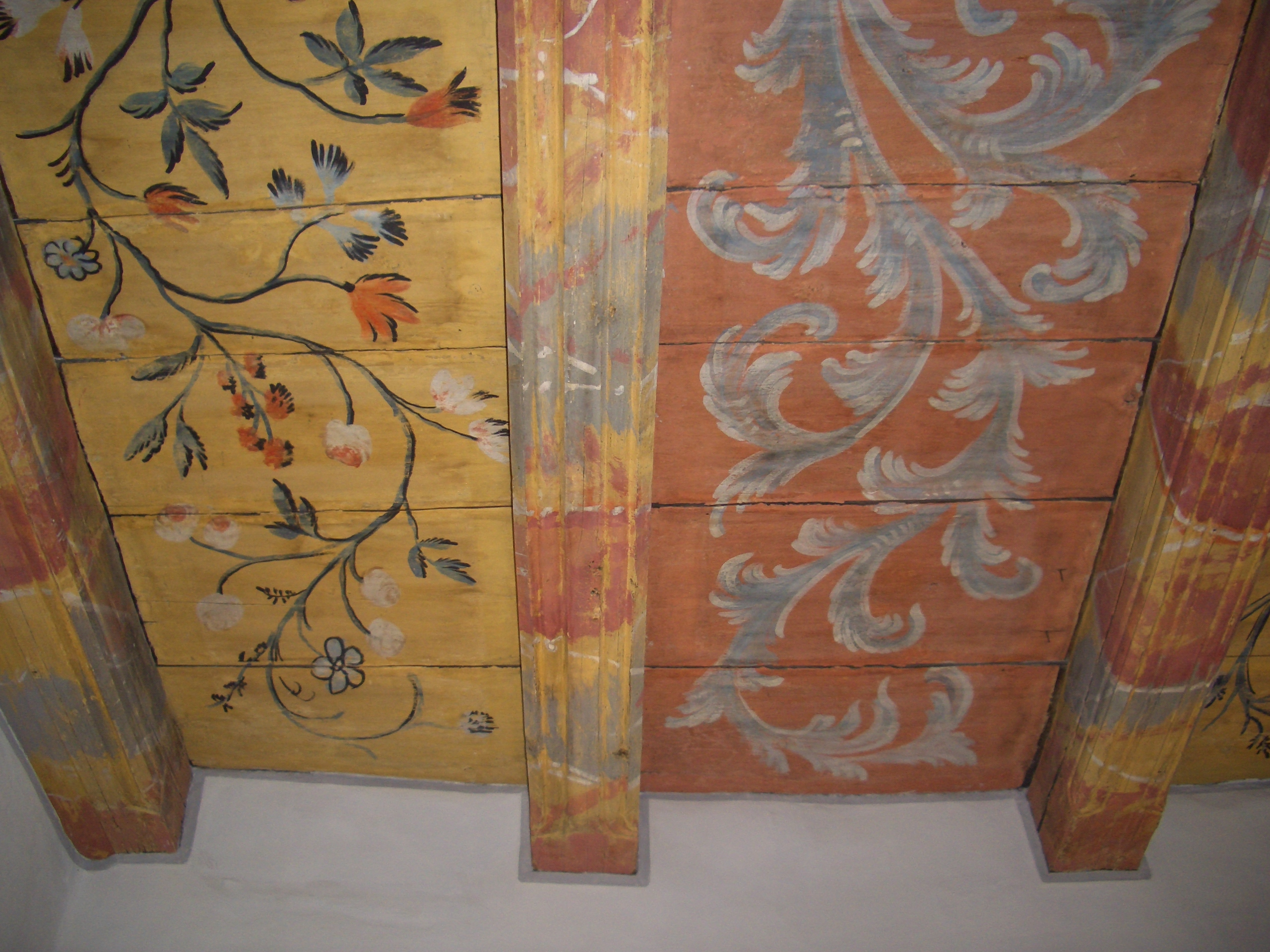
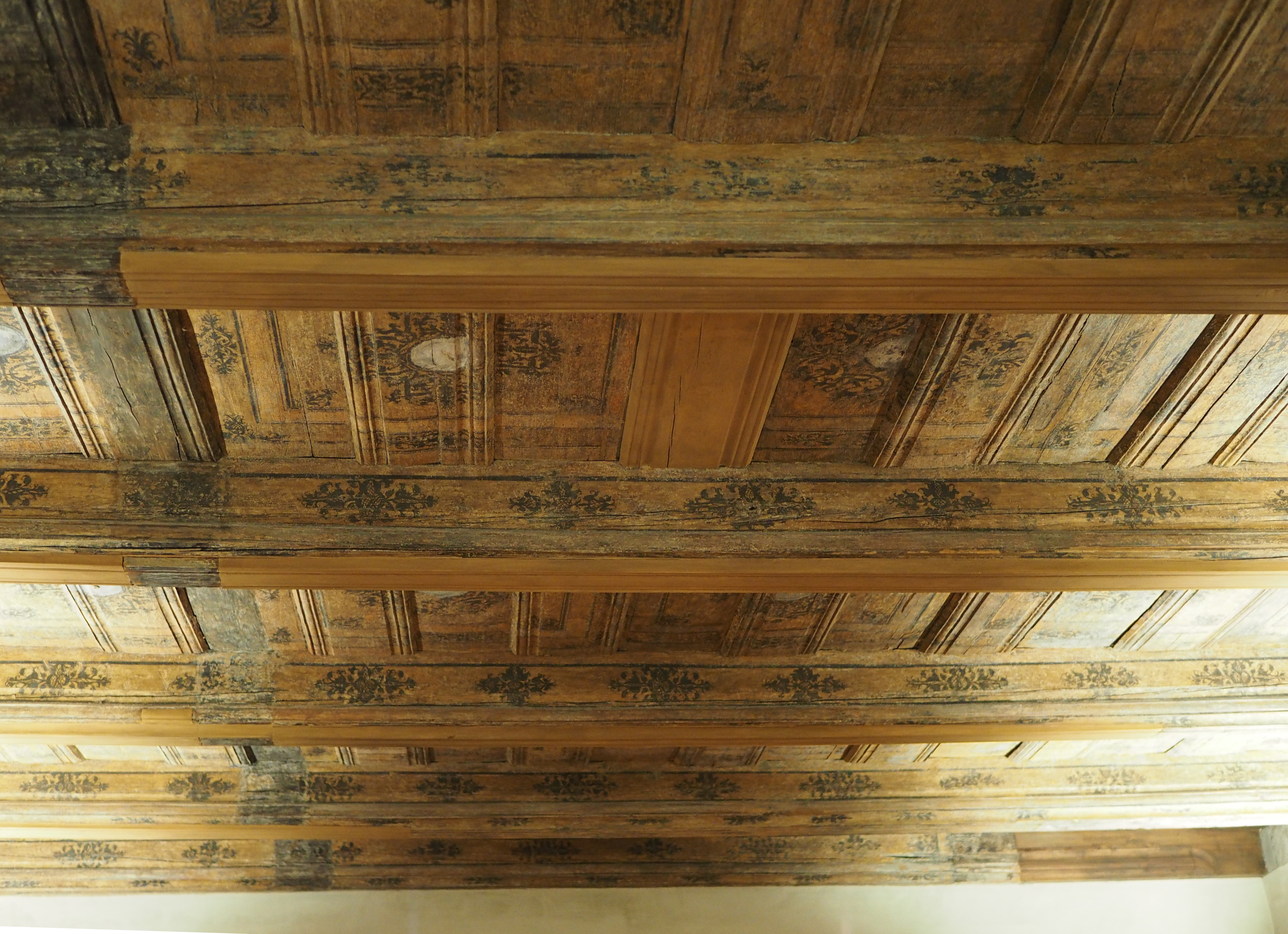
Bemalte Holzdecken im Schönhof
- Im Festsaal

Die Sammlung gibt einen Einblick in 1000 Jahre Kulturgeschichte Schlesiens. Ein Teil widmet sich den Landschaften wie dem Riesengebirge und Städten wie z. B. Breslau. Ein weiterer Teil zeigt Handwerkskunst, Geschichte sowie die Menschen und deren Lebens- und Arbeitsbedingungen. Die Ausstellung der Gemälde und Skulpturen, die bisher in dem 2001 eröffneten Ausstellungsraum am Untermarkt gezeigt wurde, zog ebenfalls in den neuen Museumskomplex. Die alten Räume werden dann das Archiv aufnehmen.

Auswahl aus der Museums-Kollektion
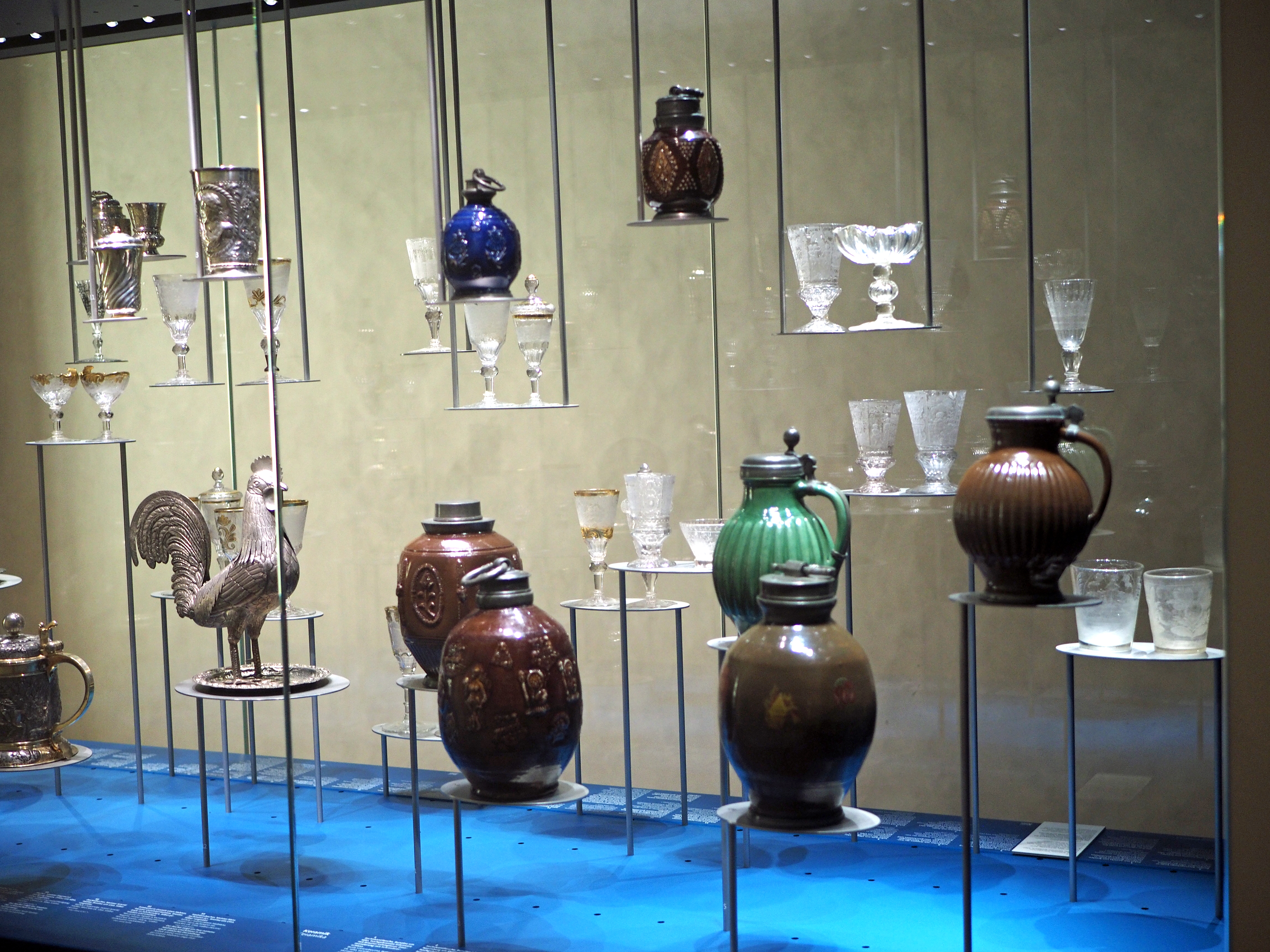
Glas und Keramik
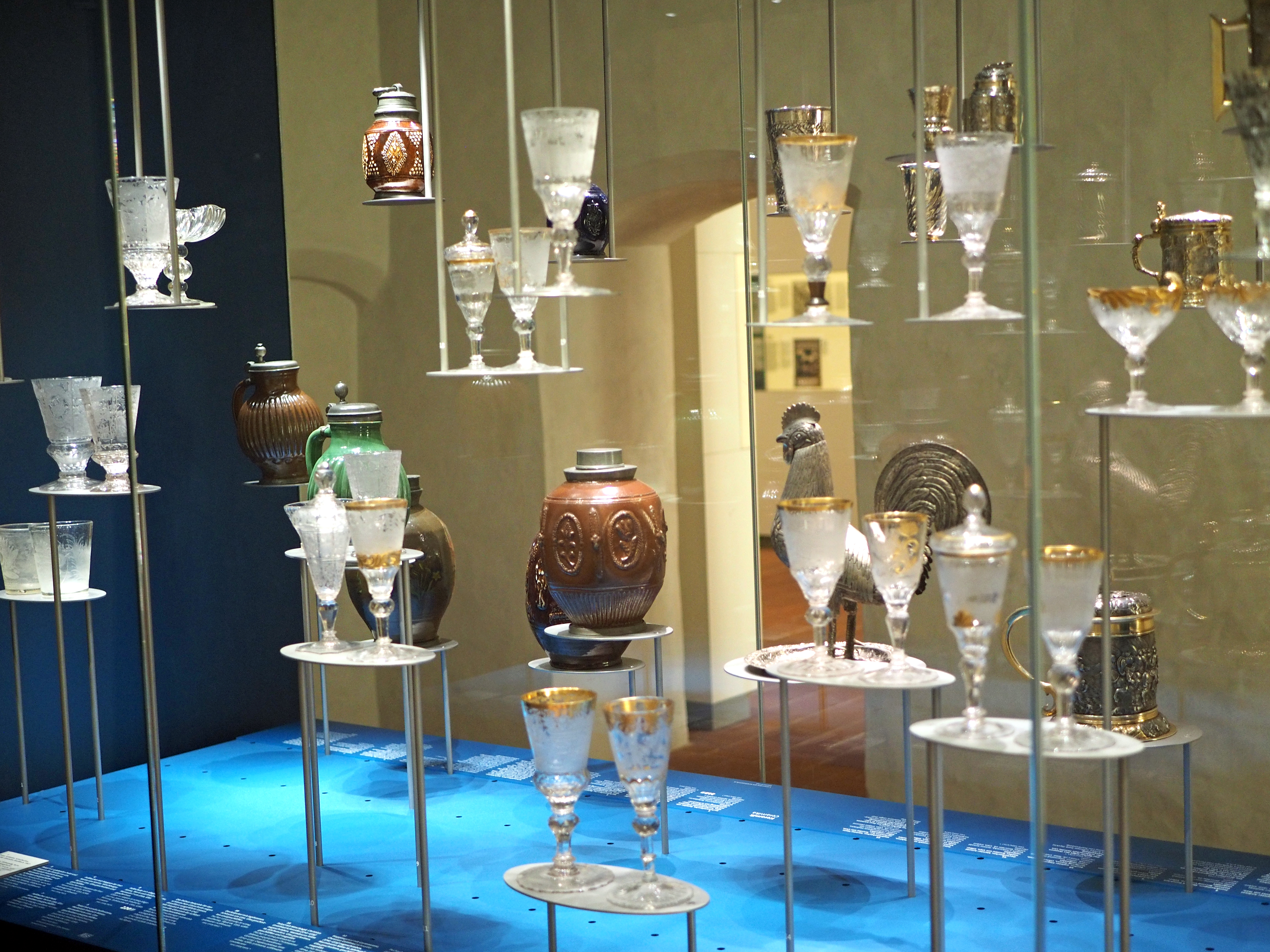
Glas und Keramik
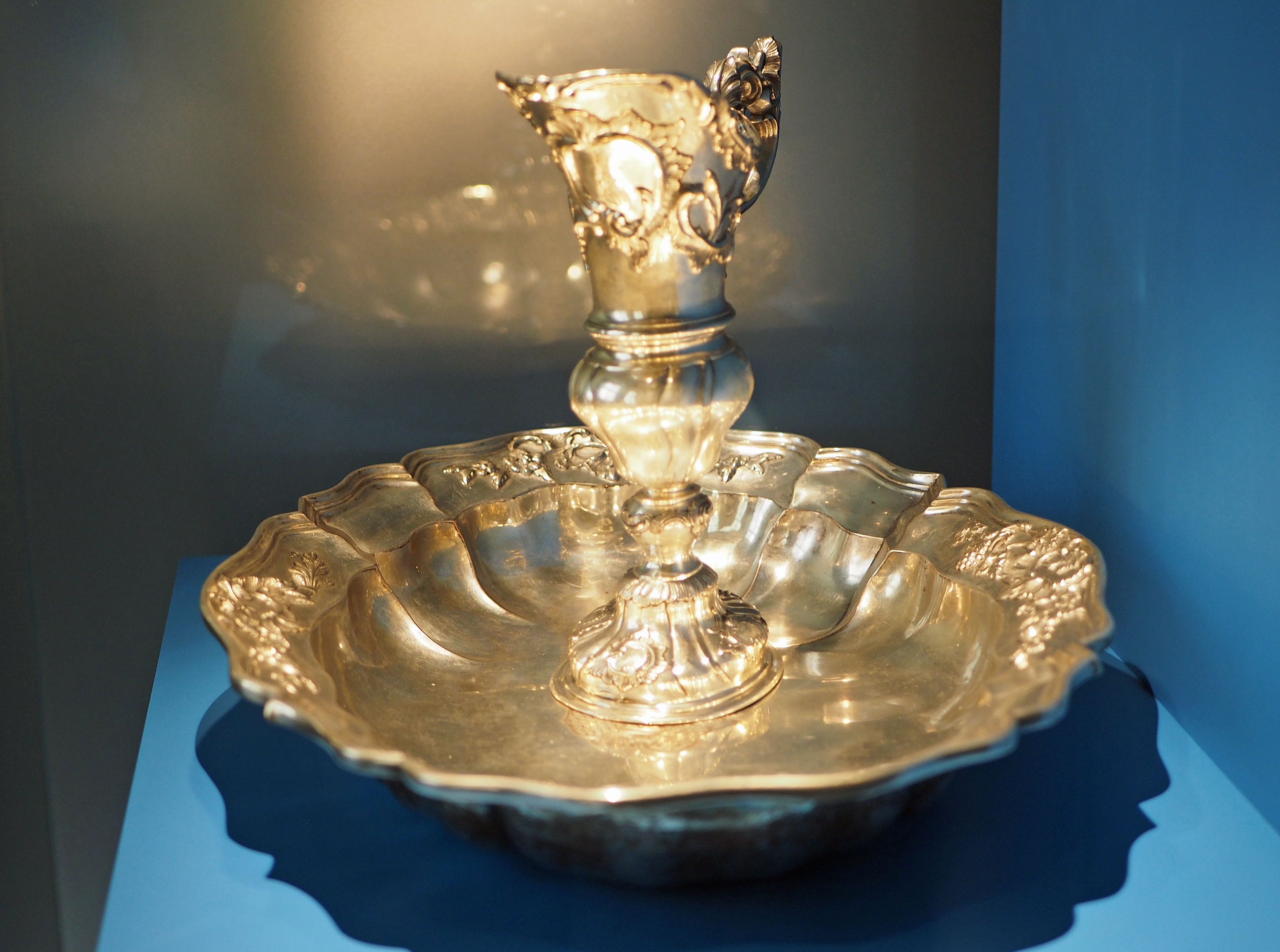
Silber-Kanne und -Becken aus dem Besitz des Generals Friedrich Bogislav von Tauentzien
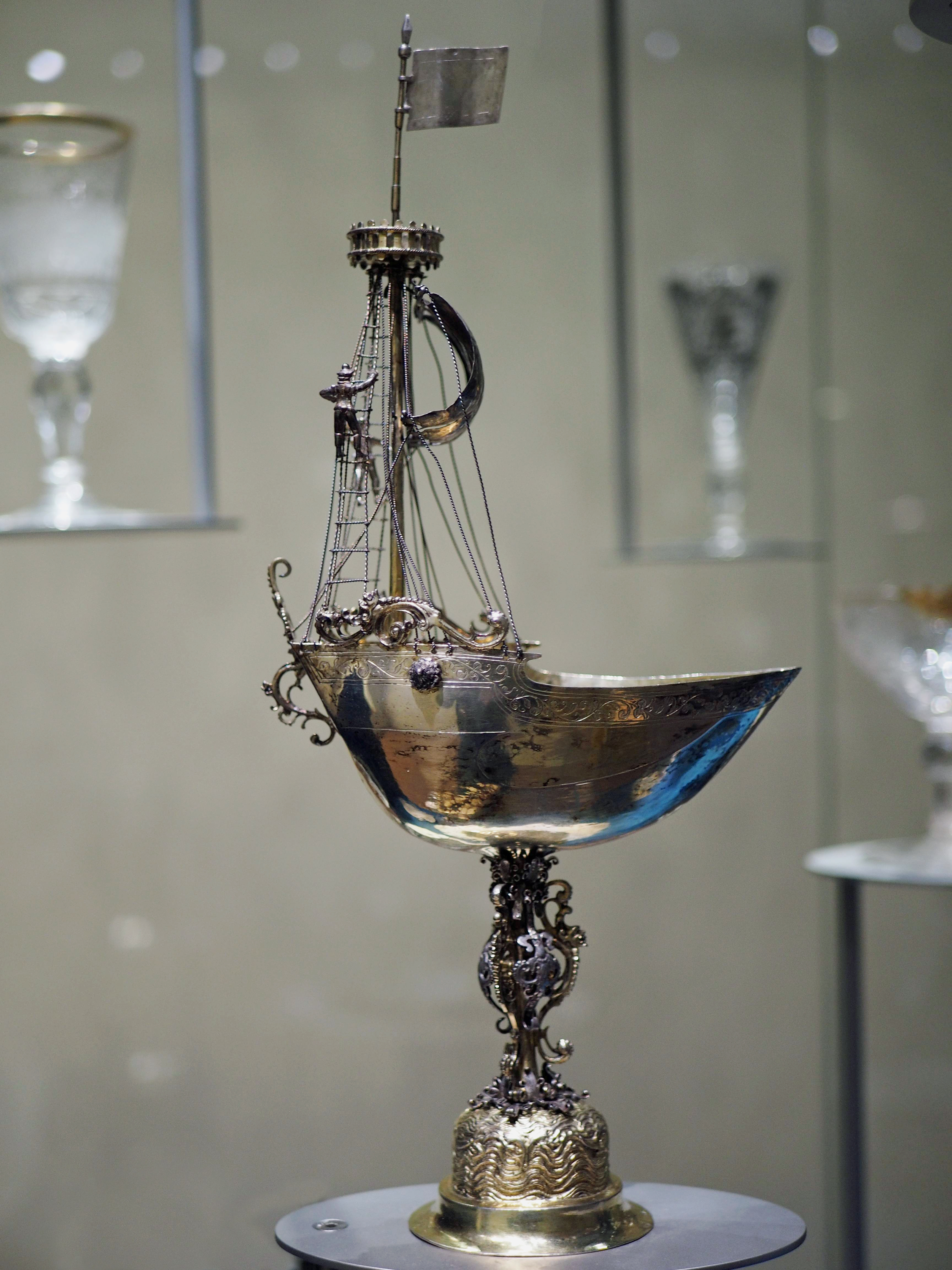
Trinkschiff (Silber teilweise vergoldet um 1600)
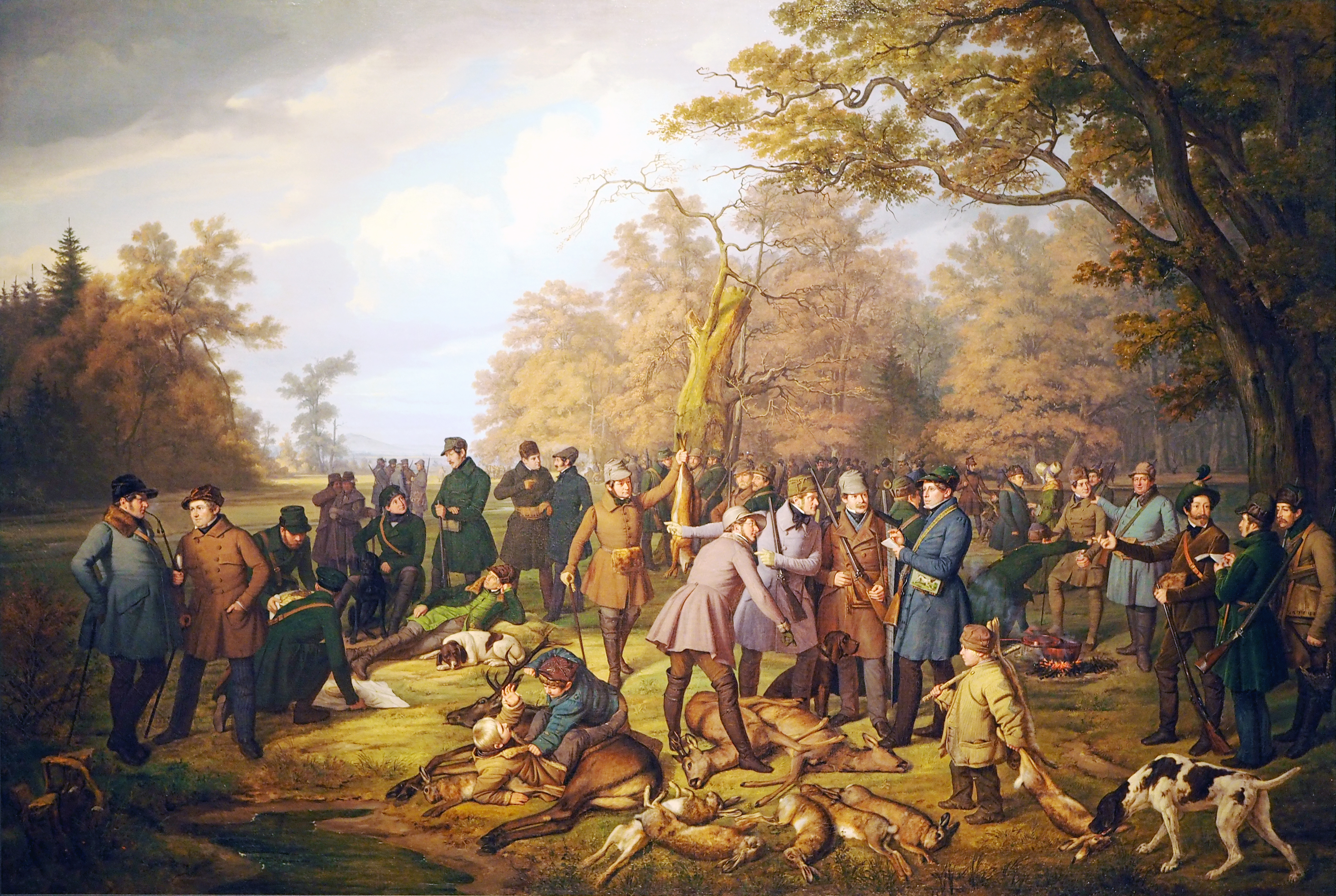
Ernst Resch: „Jagdrast schlesischer Adliger“
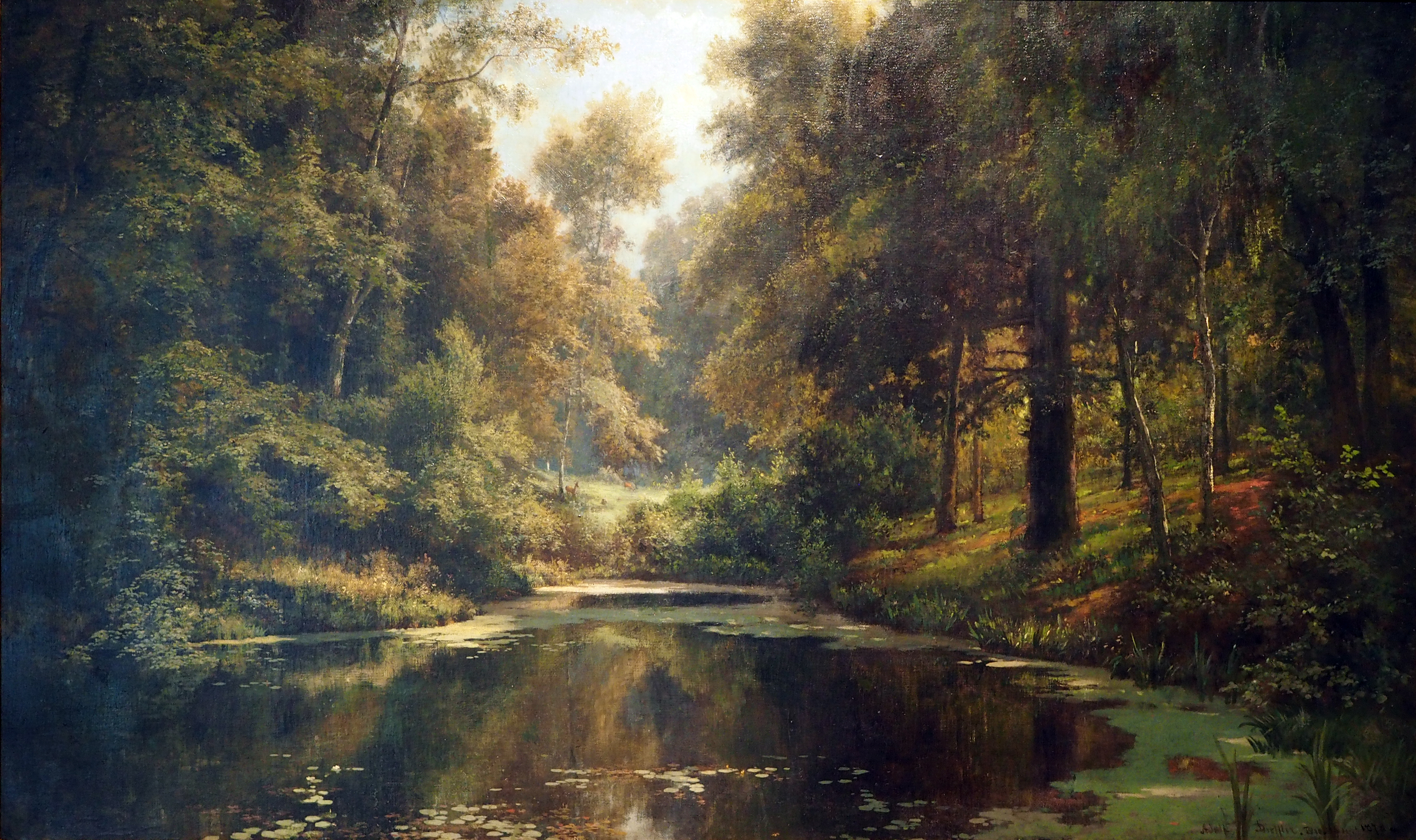
Adolf Dressler: „Waldfrieden“

## Stiftung und Vorgeschichte
Die Stiftung Schlesisches Museum zu Görlitz wurde 1996 als Stiftung bürgerlichen Rechts gegründet. Stiftungszweck sind der Aufbau und der Betrieb eines Museums, das die zentrale Einrichtung für die Erforschung der Kulturgeschichte Schlesiens in Deutschland darstellt. Das Museum soll Vergangenheit und Gegenwart der Kulturregion Schlesien bekannt machen, dingliches Kulturgut sammeln und präsentieren und einen Beitrag zur Verständigung zwischen Deutschland, Polen und Tschechien leisten.
Stifter sind die Bundesrepublik Deutschland, der Freistaat Sachsen, die Stadt Görlitz und die Landsmannschaft Schlesien. Das Schlesische Museum wird von der Bundesrepublik Deutschland und vom Freistaat Sachsen institutionell gefördert.
Die Stiftung verfolgt ausschließlich und unmittelbar gemeinnützige Zwecke i.S. des Abschnitts »steuerbegünstigte Zwecke« der Abgabenordnung.
In der Landsmannschaft Schlesien wurde bereits vor der Wende ein „Landesmuseum Schlesien“ geplant. Es sollte in Niedersachsen, dem Patenland der Schlesier, errichtet werden; vorgesehen war die Sülte in Hildesheim. Nach 1990 wurden die Planungen geändert und der Standort in der schlesischen Stadt Görlitz gewählt. Wesentliche Vorarbeit für beide Vorhaben leistete der Trägerverein Landesmuseum Schlesien e. V., dessen Vorsitzender der niedersächsische Landtagsabgeordnete Walter E. Lellek war.

## Sonderausstellungen
- Hans Poelzig in Breslau (2001)
- Das Schlesische Museum im Aufbau (2001)
- Und dann mussten wir raus (2001)
- 3. August 2002 bis 3. November 2002 Das Tal der Schlösser und Gärten. Das Hirschberger Tal in Schlesien – ein gemeinsames Kulturerbe
- 3. Oktober 2002 bis 1. Dezember 2002 Brennpunkte. Keramische

Fachschulen seit 1875.
Landshut – Höhr – Bunzlau
- 14. Dezember 2002 bis 16. Februar 2003 Neisse. Kirchenschätze

aus dem schlesischen Rom
- 1. März 2003 bis 27. April 2003 Die tolerierte Universität. 300 Jahre Universität Breslau 1702–2002
- 1. Juni 2004 bis 19. September 2004 Unter der grünen Kuppel. Vom Museum in Görlitz zum Dom Kultury in Zgorzelec 1904–2004
- 15. Dezember 2001 bis 12. April 2004 Auf der Suche nach Schlesien
- 15. Januar 2005 bis 27. Februar 2005

Werke von Künstlern der
Euroregion Neiße
Werkstätten der Moderne.
- 25. Juni 2004 bis 25. September 2005 Lehrer und Schüler der Breslauer Akademie 1903–1932
- 15. Oktober 2005 bis 29. Januar 2006 Tabak und Tonpfeifen in Schlesien
- 13. Mai 2006 bis 13. August 2006 Museumsland Schlesien
- 27. Mai 2006 bis 16. Juli 2006 Ein Schlesier auf Reisen

Radierungen, Aquarelle und Zeichnungen von Heinrich J. Jarczyk
- 29. Juli 2006 bis 3. Oktober 2006 Dioramen – 3D-Schaubilder des

19. Jahrhunderts aus
Schlesien und Böhmen
- 3. September 2006 bis 12. November 2006 Grenzgänge – Ergebnisse der

Künstlerwerkstatt Euroregion Neiße 2006
- 9. Dezember 2006 bis 4. Februar 2007 Günter Grass.

Grafiken und Skulpturen
- 13. Januar 2007 bis 25. Februar 2007 Vor dem Untergang bewahrt.

Projekte der Forschungsstelle
für Personalschriften
in Schlesien 1981–2005
- 31. März 2007 bis 3. Juni 2007 Zeit-Reisen. Historische

Schlesien-Ansichten aus der
Graphiksammlung Haselbach
- 9. Juni 2007 bis 22. Juli 2007 Nationalsozialismus und Widerstand in Breslau. Eine lokalhistorische Spurensuche.
- 4. August 2007 bis 30. September 2007 Begegnungen im Oberschlesischen

Industriegebiet.
- 4. August 2007 bis 30. September 2007 Oberschlesien im Objektiv.

Historische Fotografien
- 27. Oktober 2007 bis 17. Februar 2008 „Beste Qualität zu civilen Preisen“

Schlesisches Porzellan seit 1820
- 15. März 2008 bis 15. Juni 2008 Auf dem Weg zur Toleranz -

300 Jahre Altranstädter Konvention
- 5. Juli 2008 bis 21. September 2008 Verbotene Kunst. Bilder von Karl Schmidt-Rottluff für Helmuth James von Moltke
- 2. August 2008 bis 28. September 2008 Ein vergessenes Arkadien.

Schlösser und Parkanlagen der ehemaligen Grafschaft Glatz
- 18. Oktober 2008 bis 1. März 2009 Begegnung – Spotkanie.

International Art Ansamble RAR
- 9. Mai 2009 bis 9. August 2009 Parlamentarier in Demokratie

und Diktatur: Paul Löbe und Carl Ulitzka
- 4. April 2009 bis 26.07.2009Vom Kunsthandwerk zur Kunst – Bunzlauer Keramik aus der Firma Reinhold
- 5. September 2009 bis 28. Februar 2010 Rollenwechsel.

Künstlerinnen in Schlesien
1880 bis 1945
- 27. März 2010 bis 3. Oktober 2010 Silber aus Schlesien 1871–1945
- 27. November 2010 bis 30. Januar 2011 Von Andreastag bis LichtZepter – Weihnachten in Schlesien
- 30. Oktober 2010 bis 27. Februar 2011 Heilige auf Glas – Hinterglasbilder

aus der Grafschaft Glatz
- 1. Mai 2010 bis 1. Mai 2011 Reiseziel Schlesien
- 13. November 2011 bis 1. Januar 2012 6. Werkausstellung des

Oberlausitzer Kunstvereins e. V.
- 11. Februar 2012 bis 9. April 2012 Schlesien nach 1945

Wege und Wandlungen
einer europäischen Region
- 21. Mai 2011 bis 25. März 2012 Lebenswege ins Ungewisse.
- 12. Mai 2012 bis 17. Februar 2013 Poetische Orte

Bilder und Texte von
Ivo und Gerhart Hauptmann
- 31. Mai 2013 bis 30. August 2013 Heimat Kirche – Kaum zu glauben!
- 23. März 2013 bis 31. Oktober 2013 Art déco in Schlesien –

Porzellan und Glas
- 13. Juli 2013 bis 31. Oktober 2013 Bunzlauer Keramik

Anfänge + Moderne
- 30. November 2013 bis 21. April 2014 Die Holzschnitzschule in Bad

Warmbrunn – gestern und heute
- 25. Mai 2014 bis 9. November 2014 Beharren im Wandel. Der Adel

Schlesiens und der Oberlausitz
- 29. November 2014 bis 1. März 2015 Pfefferkuchen. Eine Reise der Sinne.

über 900 Jahre Esskultur
- 17. Juli 2015 bis 28. August 2015 Keramiken Bunzlauer Art

aus der Sammlung Kühn
- 23. Juni 2015 bis 16. Juli 2015 Hirschberger Spitzen

aus den 1920er/30er Jahren
- 11. Mai 2015 bis 31. Oktober 2015 Kunst zur Kriegszeit

1914–1918
- 21. November 2015 bis 24. Juli 2016 Die große Not. Erinnerung an das

Kriegsende 1945 und den Neubeginn
in Görlitz und Zgorzelec
- 20. August 2016 bis 20. November 2016 Barockes Glas aus Schlesien
- 10. Dezember 2016 bis 12. März 2017 Kirchfahrer, Buschprediger,

betende Kinder. 500 Jahre
evangelisches Leben in Schlesien
- 8. April 2017 bis 9. Juli 2017 Verfolgte Kunst – Der jüdische

Künstler Heinrich Tischler und
sein Breslauer Kreis
- 15. Oktober 2017 bis 14. Januar 2018 Die Bobertalbahn

Mit der Eisenbahn von Hirschberg nach Löwenberg
- 3. Februar 2018 bis 1. Mai 2018 Sonderzüge in den Tod.

Die Deportationen mit der
Deutschen Reichsbahn
- 5. Mai 2018 bis 27. Mai 2018 Die Zackenbahn im Modell

Sonderpräsentation
- 1. Juni 2018 bis 24. Juni 2018 Die TT-Anlage des Görlitzer

Modelleisenbahnvereins e. V.
- 6. Juli 2018 bis 2. September 2018 Waggonbau in Schlesien
- 2. September 2017 bis 2. September 2018 Achtung Zug!

175 Jahre Eisenbahn in Schlesien
- 3. November 2018 bis 25. November 2018 Der Breslauer Psalter –

Glanzlicht europäischer Buchkunst
- 19. Oktober 2018 bis 10. März 2019 Alexander Camaro und Breslau -

Eine Hommage
- 8. Dezember 2018 bis 10. März 2019 Silber von Lemor in Breslau

1818–1945
- 2. Mai 2019 bis 29. Mai 2019 Emil Krebs.

An den Grenzen der Genialität
- 3. Mai 2019 bis 30. Juni 2019 Vergessene Opfer der

NS-Euthanasie
- 4. Dezember 2019 bis 28. Februar 2020 Religiöse Volkskunst

aus Schlesien
- 13. September 2019 bis 23. Februar 2020 Avantgarde in Breslau

1919–1933
- 5. Mai 2019 bis 1. Juni 2020 Kopf und Zahl

Geschichte des Geldes in Schlesien
- 6. Februar 2020 bis 9. Juli 2020 Unheimisch | Nieswojość
- 7. April 2020 bis 2. August 2020 Heckert Glas | Szkło

1866–1923
- 12. September 2020 bis 1. August 2021 Nicht nur romantisch. Gemälde und Zeichnungen des 19. Jahrhunderts von Künstler*innen in und aus Schlesien

## Katalog zur Ausstellung
- Rainer Lemor, Martin Kügler: Silber aus Schlesien / Srebro ze Śląska 1871–1945. Mit einem Nachwort von Rainer Sachs; Text deutsch und polnisch, Görlitz 2010, ISBN 978-3-9813510-2-6.

## Museumsleitung
- Direktor des Schlesischen Museums war bis April 2021 der Historiker Markus Bauer.
- Seit dem 1. Mai 2021 hat die Kunsthistorikerin Agnieszka Gąsior die Leitung des Schlesischen Museums übernommen.[1]